# 천쓰쉬안
천쓰쉬안(중국어: 陳思璇, 병음: Chén Sixuán, 한자음: 진사선, 1974년 12월 6일 ~ )은 중화민국의 배우이다.

## 출연 작품
- 마경
- 지존파리혜 - 드라마
- 대명빈비 - 드라마